# 南山华侨茶果场
南山华侨茶果场是中华人民共和国福建省漳州市漳浦县下辖的一个类似乡级单位。

## 行政区划
下辖以下村级行政区划单位：
南山华侨茶果场虚拟生活区。